# Bank Cler
Die Bank Cler, zuvor Bank Coop, vormals Coop Bank, gegründet als Genossenschaftliche Zentralbank (GZB), ist ein Schweizer Bankunternehmen mit Sitz in Basel. Ihr Haupttätigkeitsgebiet liegt im Retail-Banking für Privatpersonen und kleine und mittlere Unternehmen.
Die Bank Cler ist eine 100%ige Tochtergesellschaft der Basler Kantonalbank. Die Aktien der Bank Cler waren bis November 2018 an der Schweizer Börse SIX Swiss Exchange kotiert.

## Geschichte
Die heutige Bank Cler wurde am 30. Oktober 1927 vom Verband Schweizerischer Konsumvereine (VSK) zusammen mit dem Schweizerischen Gewerkschaftsbund als Genossenschaftliche Zentralbank (GZB) gegründet. 1970, kurz nachdem Coop Schweiz den VSK vollständig übernommen hatte, beschloss die Delegiertenversammlung der Genossenschafter die Umwandlung in eine Aktiengesellschaft.
1995 erfolgte die Umbenennung in Coop Bank. Am 20. Dezember 1999 übernahm die Basler Kantonalbank die Mehrheitsbeteiligung, und 2001 wurde die Namensänderung zur Bank Coop vollzogen. Per Ende 2009 hielt die Basler Kantonalbank einen Anteil von 57,6 %; weitere 10,4 % wurden von der früheren Muttergesellschaft Coop gehalten, 5,1 % von den Gewerkschaftsverbänden und 1,1 % von der Bank im Handelsbestand und in Finanzanlagen. Der Rest war im Streubesitz.
Im März 2017 verkaufte Coop seine verbliebenen Anteile an die Basler Kantonalbank. Zum 20. Mai 2017 wurde das Institut in Bank Cler (rätoromanisch für «klar, einfach, deutlich») umbenannt.
Am 20. Juni 2018 kündigte die Basler Kantonalbank an, die Bank Cler zu 100 % übernehmen zu wollen. Im Oktober 2018 wurde Cler von dem Beratungsunternehmen Swiss Climate als klimaneutral ausgezeichnet. Im November 2018 genehmigte SIX die Dekotierung der Aktien. Per September 2019 wurde die Anbindung an Zahlungsverkehrsysteme an die Swisscom ausgelagert. Im Juni 2021 wurde eine Sprecherauthentifizierung eingeführt, um die Kunden am Telefon automatisch zu identifizieren. Voraussichtlich im April 2025 wird eine Bank Cler-Twint-App lanciert.

## Beteiligungen
Unter anderem ist die Bank Cler an der Viseca Holding beteiligt.

## Kritik an der vormaligen Bank Coop

### Falschversand von Kundenabrechnungen
Die Endabrechnungen von einem Teil der Kunden für das Jahr 2013 wurden durch einen Programmfehler fälschlicherweise an falsche Adressen verschickt. Im Juni 2014 teilte die Bank Coop mit, dass ein unabhängiger Untersuchungsbericht der Deloitte AG zum Ergebnis kam, dass eine Verkettung ungünstiger Umstände und ungenügender Kontrollen zum Falschversand führten. Durch Fehler bei der Einführung einer neuen Kontoauszugs-Beilage wurden Auszüge von 43'000 Kunden bei anderen Adressaten beigelegt, 31'000 Kunden erhielten Endabrechnungen von sich und von anderen Personen.

### Kursmanipulation
Im Oktober 2014 wurde die Bank Coop von der Eidgenössischen Finanzmarktaufsicht (FINMA) wegen der Kursmanipulation der eigenen Inhaberaktien zwischen 2009 und 2013 gerügt. Es sei zu «erheblichen Stützungskäufen» gekommen, um einem Sinken des Kurses entgegenzuwirken. Damit hat die Bank in schwerer Weise gegen das aufsichtsrechtliche Verbot der Marktmanipulation und ihre Gewährs- und Organisationspflichten verstossen. Gegen den früheren Vorsitzenden der Geschäftsleitung Andreas Waespi, der die Bank Anfang August 2014 verlassen hatte, erliess die FINMA ein dreijähriges Berufsverbot.